# Frøylandsvatnet (Klepp og Time)
 For alternative betydninger, se Frøylandsvatnet. (Se også artikler, som begynder med Frøylandsvatnet)
Frøylandsvatnet er en sø i kommunerne Klepp og Time i Rogaland fylke i Norge. Den er efter Orrevatnet den største sø  på Jæren og har et areal på  5 km²2 og ligger  24 moh. Langs vestbredden går Sørlandsbanen (Jærbanen).

 
På Lalandsholmen i Frøylandsvatnet blev efter sigende Kong Olav Tryggvason født i år 963. Amtmann Bendix Cristian de Fine skriver i Stavanger amtes udførlige Beskrivelse udgivet 1745: 
| Citat | Kong Oluf Tryggesson, som Sturlesson Skriver at være fød paa een Holme i et fersk Vand paa Jæderen, Siges endnu efter gammel Sagn at skal være den Holme som ligger i FrøylandsVandet, da dog samme Holme Kun er liden, Man seer og deraf at der har da været Skov paa Jæderen. | Citat |
|       | |       |

Undersøgelser af bundsedimenter viser at frem til anden verdenskrig var Frøylandsvatnet næringsfattig. Afløb fra nydyrking, urbanisering og levnedsmiddelindustri gjorde at vandet blev kraftigt eutrofiert. I august 1974 var der en omfattende fiskedød hvor  20–30 tonn helt og en del ørred døde. Dette skyldtes  sandsynligvis giftige alger. Der var også flere episoder hvor husdyr døde efter at have drukket af vandet.
En række tiltag blev iværksat, og efter 1990 har vandkvaliteten stabiliseret sig. Miljøtilstanden klassificeres alligevel fortsat som dårlig med årlige opblomstringer af blågrønalger i sensommeren. Vandet er alligevel blandt de mest artsrige søer i Norge med hele syv sneglearter og den sjældne Hvid østersøtangloppe. Fiskearter i søen er ørred, heltling, helt, suder og rudskalle.
I  2016 åbnede den 230 meter lange og 2 meter brede Midgardsormbroen over søen. Den går fra Lalandholmen til Njåskogen, og kostet kr. 16,8 millioner.